# پنکه بی‌پره

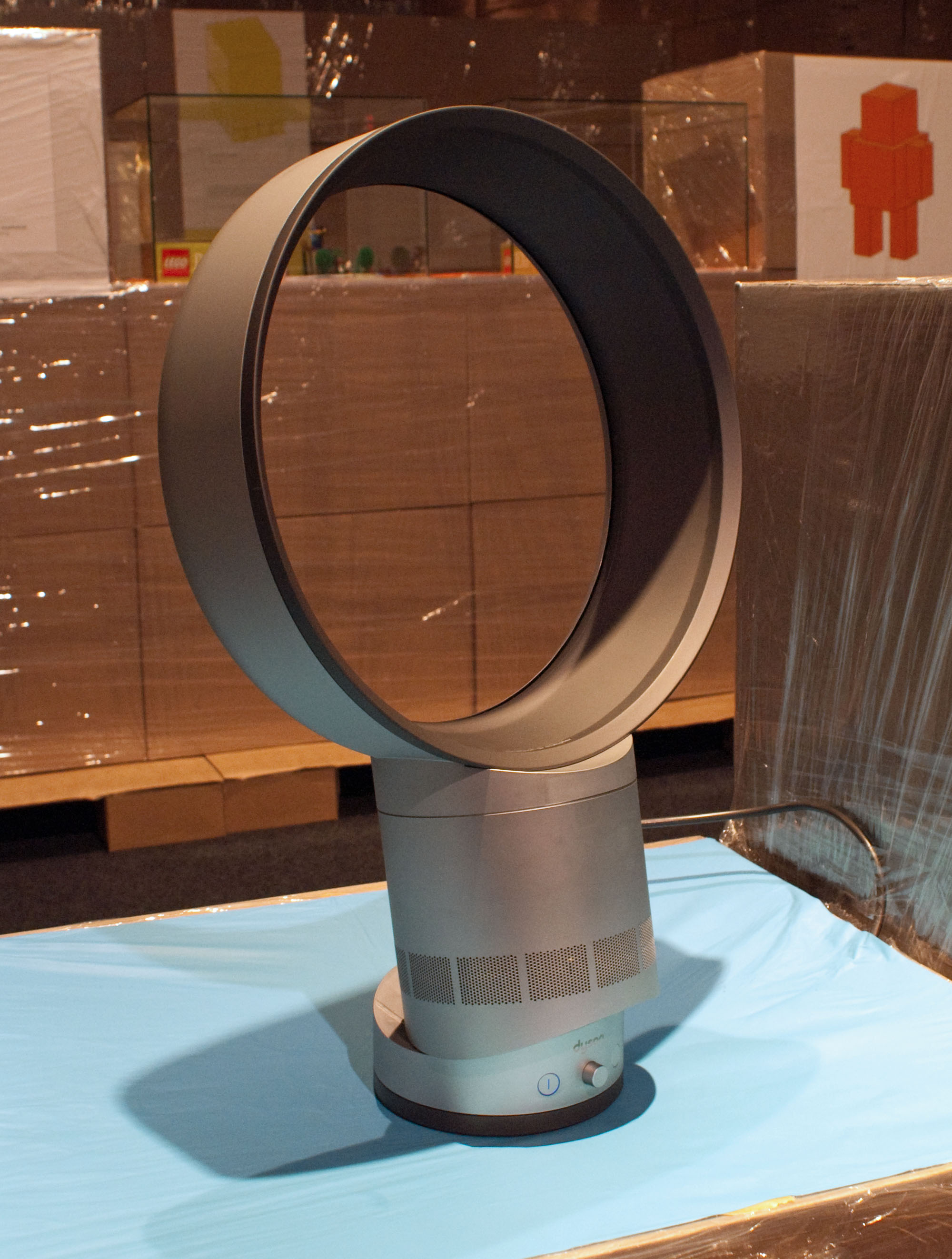
یک پنکۀ بی‌پره تولید شرکت دایسون

پنکهٔ بی‌پره (به انگلیسی: Bladeless fan) یا اِیر مولتی‌پلایِر (به انگلیسی: Air Multiplier)، هوا را از داخل حلقه‌ای به نام «رینگ» که بدون پره است می‌دمد؛ به عبارت دیگر کار پنکه را می‌کند بدون آن که پره‌ای داشته باشد. در واقع پره‌های آن، در پایهٔ آن مخفی شده است. ایدهٔ اولیه آن توسط شرکت توشیبا در سال ۱۹۸۱ داده شد. اما شرکت دایسون (مخترع این محصول به شمارهٔ ثبت اختراع آمریکا ۸٬۴۵۴٬۳۲۲) ادعا می‌کند که پنکهٔ بی‌پره چیزی بیش از جریان هوای ثابت پنکه‌های مرسوم است.

هوا توسط یک فن یا مکنده در پایه کشیده شده و سپس به بالا و در حلقه یا با اصطلاح «رینگ» هدایت می‌شود و سپس از شکافی دورادور حلقه یا رینگ بیرون می‌آید و می‌گذرد همانند گذر باد از بال هواپیما. طراح صنعتی این محصول یعنی آقای «جیمز دایسون» پنکه‌اش را «اِیر مولتی‌پلایِر» نامیده است.

البته شرکت‌های چینی نسبت به ثبت اختراع این محصول به نام شرکت دایسون معترض‌اند و مدعی‌اند که آنان در سال ۱۹۸۱ ایدهٔ ساخت این محصول را داشته‌اند.

## پنکه Q
در سال ۲۰۱۵، شرکت پاناسونیک پنکهٔ بی‌پرهٔ کروی شکلی را تحت عنوان « پنکهٔ Q » منتشر کرد.